# 梅田透吾
梅田 透吾（うめだ とうご、2000年7月23日 - ）は、静岡県駿東郡長泉町出身のプロサッカー選手。Jリーグ・清水エスパルス所属。ポジションはゴールキーパー（GK）。

## 来歴
長泉アミーゴス、清水エスパルスジュニアユースを経て、同ユースへ昇格。高校2年次の2017年4月、トップチームに2種登録された。同年10月、2017 FIFA U-17ワールドカップのU-17日本代表に選出。それまで世代別代表の経験はなく、本大会が初招集となった。グループステージ第3戦・ニューカレドニア戦の1試合に出場したが、チームはベスト16で敗退した。2018年11月、2019年シーズンより清水エスパルスのトップチームの昇格が内定した。
2019年より清水エスパルスにトップ昇格した。2020年7月4日、開幕スタメンだったネト・ヴォルピや大久保択生が怪我明けだったこともあり、第2節の名古屋グランパス戦でJ1デビューを果たした。その後は復帰した大久保と激しいポジション争いを繰り広げた。終盤は大久保にポジションを譲り、自身は控えに回ることが多くなったが、結果大久保より2試合多い17試合に出場した。
2021シーズンよりファジアーノ岡山に期限付き移籍。シーズン序盤はベテラン金山隼樹の控えに留まるも第19節FC琉球戦で先発に抜擢され、岡山加入後初出場を果たすと以降は正GKに定着した。
2022シーズンも、岡山の期限付き移籍期間を延長し、同時に背番号を1に変更することが発表された。しかし、3月13日のFC町田ゼルビア戦で右膝前十字靭帯断裂の大怪我を負い、全治6〜8ヶ月と診断され長期離脱を余儀なくされた。怪我の治療に専念するため6月15日付で契約を解除し清水へ復帰した。

## 所属クラブ
- 長泉アミーゴス（長泉町立南小学校）
- 清水エスパルスジュニアユース（長泉町立長泉中学校）
- 清水エスパルスユース（静岡県立清水西高等学校）
  - 2017年4月 - 2018年  清水エスパルス（2種登録選手）
- 2019年 -  清水エスパルス
  - 2021年 - 2022年6月  ファジアーノ岡山 （期限付き移籍）

## 個人成績
| 国内大会個人成績 | 国内大会個人成績 | 国内大会個人成績 | 国内大会個人成績 | 国内大会個人成績 | 国内大会個人成績 | 国内大会個人成績 | 国内大会個人成績 | 国内大会個人成績 | 国内大会個人成績 | 国内大会個人成績 | 国内大会個人成績 |
| 年度             | クラブ           | 背番号           | リーグ           | リーグ戦         | リーグ戦         | リーグ杯         | リーグ杯         | オープン杯       | オープン杯       | 期間通算         | 期間通算         |
| 年度             | クラブ           | 背番号           | リーグ           | 出場             | 得点             | 出場             | 得点             | 出場             | 得点             | 出場             | 得点             |
| 日本             | 日本             | 日本             | 日本             | リーグ戦         | リーグ戦         | リーグ杯         | リーグ杯         | 天皇杯           | 天皇杯           | 期間通算         | 期間通算         |
| ---------------- | ---------------- | ---------------- | ---------------- | ---------------- | ---------------- | ---------------- | ---------------- | ---------------- | ---------------- | ---------------- | ---------------- |
| 2019             | 清水             | 31               | J1               | 0                | 0                | 0                | 0                | 0                | 0                | 0                | 0                |
| 2020             | 清水             | 31               | J1               | 17               | 0                | 0                | 0                | -                | -                | 17               | 0                |
| 2021             | 岡山             | 31               | J2               | 24               | 0                | -                | -                | 1                | 0                | 25               | 0                |
| 2022             | 岡山             | 1                | J2               | 4                | 0                | -                | -                | 0                | 0                | 4                | 0                |
| 2022             | 清水             | 31               | J1               | 0                | 0                | -                | -                | -                | -                | 0                | 0                |
| 2023             | 清水             | 31               | J2               | 0                | 0                | 0                | 0                | 0                | 0                | 0                | 0                |
| 2024             | 清水             | 31               | J2               | 0                | 0                | 0                | 0                | 0                | 0                | 0                | 0                |
| 2025             | 清水             | 16               | J1               |                  |                  |                  |                  |                  |                  |                  |                  |
| 通算             | 日本             | 日本             | J1               | 17               | 0                | 0                | 0                | 0                | 0                | 17               | 0                |
| 通算             | 日本             | 日本             | J2               | 28               | 0                | 0                | 0                | 1                | 0                | 29               | 0                |
| 総通算           | 総通算           | 総通算           | 総通算           | 45               | 0                | 0                | 0                | 1                | 0                | 46               | 0                |

出場歴
- Jリーグ初出場 - 2020年7月4日 J1第2節 名古屋グランパス戦 (IAIスタジアム日本平)
- 2017年、2018年は2種登録選手（出場なし）

## タイトル

### クラブ
清水エスパルスユース
- 日本クラブユースサッカー選手権 (U-18)大会:1回（2018年）

清水エスパルス
- J2リーグ：1回（2024年）

### 個人
- 日本クラブユースサッカー選手権 (U-18)大会・大会MVP（2018年）

## 代表・選抜歴
- 静岡県選抜
  - 第73回国民体育大会サッカー競技（2016年）
  - SBSカップ 国際ユースサッカー（2018年）
- U-17日本代表
  - FIFA U-17ワールドカップ（2017年）
- U-18 Jリーグ選抜
  - NEXT GENERATION MUCH（2018年）
- U-18日本代表
  - リスボン国際トーナメントU-18（2018年）